# Federação Andorrana de Voleibol
A Federação Andorrana de Voleibol  (em espanhol:Federació Andorrana de Voleibol, FAV) é  uma organização fundada em 1987 que governa a pratica de voleibol em Andorra, sendo membro da Federação Internacional de Voleibol e da Confederação Européia de Voleibol, a entidade é responsável por  organizar  os campeonatos nacionais de  voleibol masculino e feminino no país.